# Pédagogie du Château
La pédagogie du Château (en néerlandais Pedagogie de Burcht, en latin: Paedagogium Castri ou Paedagogium Castrense, plus tard, aussi connu comme la pédagogie Het Casteel) à partir de 1427 jusqu'en 1797, fut une pédagogie de l'université de Louvain. Le Château était l'une des quatre pédagogies de Louvain de la faculté des Arts, où les étudiants recevaient leur formation de base obligatoire. Après cette première formation un étudiant pouvait étudier dans les facultés supérieures, tels que celle de droit canonique ou de théologie.
La devise de la pédagogie du Château était Castrum bella gerit.

## Fondation
Le Château a été fondé en 1427 par Godfried van Gompel (mort en 1455) et Herman Brant (mort en 1447), tous deux professeurs dans le domaine des Arts. La pédagogie a été placée dans une maison qu'ils ont d'abord louée puis achetée à partir de 1444 dans la rue du Borcht, plus tard, rue du château, connu de nos jours comme la rue de Malines. Après leur mort, la pédagogie est considérablement élargie
.

## Fonction
L'université de Louvain était comme il était habituel au Moyen Âge, et comme c'est toujours le cas à Cambridge et Oxford, un groupe de plusieurs collèges, pédagogies et fondations, qui forment les composantes de l'université, mais avait chacun leur indépendance. Les étudiants vivent et étudient dans le même bâtiment. Tandis que le collège ont principalement une fonction résidentielle, les pédagogies ont une plus grande fonction éducative.

## Alumni
Des alumni du Château célèbres sont André Vésale, Thomas Montanus, Joannes Roucourt et Pierre Joseph Triest. Ancien élève, Joannes Roucourt fut aussi professeur au Château.

## Fermeture
En 1797, l'université de Louvain, fut fermée comme toutes les autres universités de la République française dans le cadre de la réforme des études, créant les écoles centrales et les écoles spéciales, c'est aussi le cas de la pédagogie. En 1807, la pédagogie du Château est vendue à Ignace-Joseph Savary, une personne de Lille. Les bâtiments ont ensuite été démolis ; une partie a été vendue pour faire des habitations privées et une autre partie a servi à prolonger la rue de Malines jusqu'au pont de l'Oratoire.